# Route nationale 13 (Madagaskar)

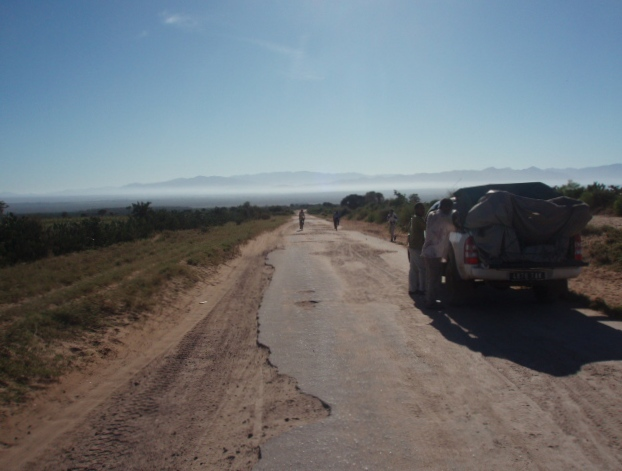
Die RN13 östlich von Amboasary

Die Route nationale 13 (RN 13) ist eine 493 km lange, teilweise asphaltierte Nationalstraße in Madagaskar. Sie zweigt in Ihosy von der Route nationale 7 ab und führt über Betroka, Isoanala, Beraketa und Ambovombe, wo die RN 10 abzweigt, bis nach Tolagnaro (Fort-Dauphin) an der Südküste Madagaskars. Wegen der politischen Instabilität in Madagaskar seit 2009 entschied sich die Europäische Union, eine Erneuerung der Straße vorerst nicht zu finanzieren.